# Penryn (stacja kolejowa)
 Perranwell – stacja kolejowa w mieście Penryn, w hrabstwie Kornwalia. Stacja leży na linii kolejowej Maritime Line. Na stacji znajduje się drugi tor o długości 400 m - mijanka.

## Ruch pasażerski
Stacja obsługuje ok. 269 252 pasażerów rocznie (dane za okres od kwietnia 2021 do marca 2022) (dane ze sprzedaży biletów). Posiada połączenie z Truro, Falmouth Docks] linią Cornish Main Line. Serwis obsługiwany jest wahadłowo, w przybliżeniu co godzinę.